# Forte do Estaleiro da Fajã Grande
O Forte do Estaleiro da Fajã Grande localizava-se no lugar do Estaleiro, entre o Porto e o Calhau Miúdo, na povoação e freguesia da Fajã Grande, concelho de Lajes das Flores, na costa oeste da ilha das Flores, nos Açores.
Em posição dominante sobre este trecho do litoral, constituiu-se em um forte destinado à defesa deste ancoradouro contra os ataques de piratas e corsários, outrora frequentes nesta região do oceano Atlântico.

## História
Acredita-se que a toponímia "Estaleiro" se deva a que, primitivamente no local, tenha existindo algum tipo de facilidade - como uma simples rampa - para a reparação naval. A região caracterizava-se por terras de cultivo, nomeadamente de géneros como o milho, a batata, a batata-doce, o feijão, cebolas, e couves.
Entre os séculos XVIII e XIX, ali existiu uma pequena fortificação junto ao mar, adjacente ao ancoradouro do chamado Porto Novo, sobre a baía da Ribeira das Casas.
Dela existe alçado e planta, com o título "Forte do Estaleiro da Fayam Grande", de autoria do sargento-mor do Real Corpo de Engenheiros, José Rodrigo de Almeida (1822).
A "Relação" do marechal de campo Barão de Bastos em 1862 refere-o apenas como "Posto das Fajãns", informa que "Tem uma caza em máo estado", e complementa: "Não existem vestígios de fortificação".
Na década de 1950 os seus vestígios ainda podiam ser observados.
A estrutura não chegou até aos nossos dias.